# اساس حقوق بین‌الملل
اساس حقوق بین‌الملل (انگلیسی: Elements of International Law) کتابی است نوشته شده توسط هنری ویتون در مورد حقوق بین‌الملل که اولین بار در سال ۱۸۳۶ منتشر شد. این کتاب مدتهاست که تأثیرگذار است.